# Salaš Crnobarski
Salaš Crnobarski (en serbe cyrillique : Салаш Црнобарски) est une localité de Serbie située dans la municipalité de Bogatić, district de Mačva. Au recensement de 2011, elle comptait 1 136 habitants.
Salaš Crnobarski est officiellement classé parmi les villages de Serbie.

## Démographie

### Évolution historique de la population
| 1948  | 1953  | 1961  | 1971  | 1981  | 1991  | 2002  | 2011  |
| ----- | ----- | ----- | ----- | ----- | ----- | ----- | ----- |
| 1 765 | 1 892 | 1 817 | 1 604 | 1 538 | 1 490 | 1 344 | 1 136 |

|  |

## Personnalité
Janko Veselinović (1862-1905), un romancier et nouvelliste serbe appartenant à l'école réaliste, est né à Salaš Crnobarski.